# Жовтневое (Киев)
Жовтне́вое (Октя́брьское) (укр. Жовтне́ве) — микрорайон, посёлок в Святошинском районе города Киева. Расположен между Кольцевой дорогой, улицами Победы, Бетховена и Казённым лесом. Основная застройка — частный сектор 1950-х — 1960-х годов. На улице Мельниченко расположены административные здания.

## История
Местность была распланирована и застроена как посёлок в течение 1956—1962 годов на месте Казённого леса (часть леса сохранилась рядом). С 1965 года территория посёлка включена в состав Киева.
Имеет регулярную планировку — все улицы прямые, пересекающиеся под прямым углом. В основной части посёлка одиннадцать продольных и три поперечных улиц, ещё две улицы находятся по отдельности, не вписываясь в единую систему. Застройка основной части посёлка — малоэтажная, местами с вкраплением 2-3-этажных многоквартирных домов. Между улицами Мельниченко и Победы — частично расположена промышленная зона.